# Élections municipales tanzaniennes de 2014
Les élections municipales tanzaniennes de 2014 ont lieu le 14 décembre 2014 en Tanzanie  afin de renouveler les sièges de conseillers des municipalités du pays. Le parti Chama cha Mapinduzi au pouvoir recule, mais conserve une large avance sur l'opposition, menée par le parti Parti pour la démocratie et le progrès.